# La Dette
La Dette és una pel·lícula francesa muda dirigida per Gaston Roudès, estrenada el 16 de juny de 1920. El guió és una adaptació de l'obra Crime et rédemption de Daniel Jourda.

## Repartiment
- Gina Relly : Jane de Rosan
- Marcel Vibert : Georges Ancelin
- Pierre Magnier : Comte de Rosan
- Hélène Darly
- André Marnay : Forges
- Pierre Stephen : Marquis de Verneuil